# Ономасіологія
Ономасіоло́гія (від грец. ономасія «називання, йменування» і логос «наука») — підрозділ лінгвістики, який вивчає процеси найменування. Її називають ще теорією номінації. Об'єктом ономасіології є номінативні структури мовних знаків, а предметом — їхня проєкція на значення та структури знань про позначене.  Ономасіологія протиставляється семасіології за спрямуванням, напрямком дослідження. Якщо семасіологія йде від позначення до значення, то ономасіологія веде дослідження від речі або явища до думки про них і до їх позначення мовними засобами.
Ономасіологію можна проводити як синхронно, так і діахронно, тобто історично.

## Визначення
Ономасіологія була започаткована наприкінці XIX століття, але отримала свою назву лише у 1902 році, коли австрійський лінгвіст Адольф Заунер опублікував своє дослідження термінології частин тіла в романських мовах. Саме в романській лінгвістиці було написано найважливіші ономасіологічні роботи. Попередні лінгвісти в основному цікавилися етимологією, історією слова, різних виразів для того, що було в основному ясно визначеним незмінним конкретним об'єктом або дією. Пізніше австрійські лінгвісти Рудольф Мерінгер і Гуґо Шухардт розпочали рух "Wörter und Sachen", який підкреслював, що кожне дослідження слова має включати дослідження об'єкта, який він позначає. Саме Шухардт підкреслював, що етимолог/ономасіолог при вивченні історії слова повинен дотримуватися як "dame phonétique" (довести регулярність змін звуків або пояснити нерегулярності), так і "dame sémantique" (виправдати семантичні зміни).
Інший напрям, який розвинувся з ономасіології і водночас збагатив її, має назву мовна географія (ареальна лінгвістика), оскільки вона надавала ономасіологам цінні мовні атласи. Першими працями були Sprachatlas des Deutschen Reiches Георга Венкера та Фердинанда Вреде, опублікований починаючи з 1888 року, ALF (Atlas Linguistique de la France) Жюля Гільєрона (1902–1920), AIS (Sprach- und Sachatlas Italiens und der Südschweiz) Карла Яберга та Якоба Юда (1928–1940), DSA (Deutscher Sprachatlas) Фердинанда Вреде та ін. (1927–1956). Атласи включають карти, які показують відповідні назви концепції в різних регіонах, зібрані під час співбесід з діалектними носіями (переважно старшими сільськими чоловіками) за допомогою анкети. У англійській лінгвістиці ономасіологія та мовна географія відіграли лише невелику роль (перший мовний атлас для США було започатковано Гансом Куратом, перший для Великої Британії - Євгеном Дітом).
У 1931 році німецький лінгвіст Йост Трієр ввів новий метод у своїй книзі "Der deutsche Wortschatz im Sinnbezirk des Verstandes", який відомий як теорія лексичного поля. Згідно з Трієром, лексичні зміни завжди повинні розглядатися, окрім традиційних аспектів, у зв'язку із змінами в межах даного словесного поля. Після Другої світової війни було проведено лише декілька досліджень з теорії ономасіології (наприклад, Сесілом Г. Брауном, Стенлі Р. Вітковським, Брентом Берліном). Але ономасіологія нещодавно знову стала актуальною завдяки роботам Дірка Герартса, Андреаса Бланка, Петера Коха та періодичному виданню "Onomasiology Online", яке публікується в Католицькому університеті Ейхштетт-Інгольштадт Джоакімом Грцегою, Альфредом Баммесбергером та Маріон Шьонер. 

## Ономасіологія та семасіологія в науковій літературі
Ономасіологія та семасіологія є ключовими напрямами у вивченні мови. Вони представлені двома основними ракурсами аналізу слова. Ономасіологія зосереджена на дослідженні номінативної структури слова, відображаючи його зв'язок із реальністю в сфері свідомості. Семасіологія, натомість, досліджує зміст і значення слова, пов'язане з його мовною формою. Ці концепції відзначені в роботах В. Матезіуса, який розглядав різницю між підходом до слова від змісту до форми та від значення до форми.
Казахська дослідниця Л. Жаналіна розглядає думки Матезіуса так: перший підхід стосується процесу словотворення, де форма слова генерується під впливом думки, а другий підхід спрямований на створення похідного слова, зосереджуючись на його значенні.
На початкових стадіях розвитку ономасіології такий підхід до вивчення слова вважався доречним. Однак сучасна ономасіологія комбінує обидва ці підходи. Василь Даниленко, видатний український лінгвіст, розглядає розмежування семасіології та ономасіології з позицій комунікативно-функціональної парадигми. Згідно з його поглядами, ономасіологічний підхід акцентує увагу на мовці, який трансформує позамовний зміст у мовну форму. Такий підхід представлено формулою: позамовний зміст до мовної форми, через мовну систему, до мовлення. На противагу цьому, семасіологічний підхід ставить на передній план адресата, особу, яка сприймає мовлення і відносить мовну форму до її змісту. Для цього підходу характерна формула: мовлення, через мовну систему, до мовної форми і потім до позамовного змісту.
Історично, інтерес до ономасіології існує з часів античності. Людей завжди цікавило, як слова пов'язані з предметами, які вони позначають, і які механізми використовуються для цього. Дослідники виокремлюють три ключові етапи розвитку ономасіології: 
- Етап зародження (з античності до Відродження);
- Етап становлення (нові часи та ХІХ століття);
- Сучасний етап, який почався в ХХ столітті. Сучасна ономасіологія продовжує розвиватися і отримує нові напрямки дослідження у рамках когнітивно-дискурсивної парадигми.

## Ономасіологія: Семантико-структурний та функціональний напрями
Семантико-структурна ономасіологія
Цей напрямок ономасіології зосереджується на систематизації, типологізації та аналізі номінативних одиниць. В рамках цього напряму розглядаються наступні диференційні типи номінації:
- Первинна номінація: Тип номінації, при якому створюється нова мовна одиниця для позначення певного об'єкта чи явища, яке до цього не мало відповідного позначення в мові. Це безпосереднє встановлення відношення між мовним знаком та об'єктом реальності. Первинна номінація часто відбувається через процеси словотвору.
- Вторинна номінація: У цьому типі вже існуюча мовна одиниця отримує нове або додаткове значення, яке базується на різноманітних асоціативних, метафоричних або інших семантичних зв'язках. Вторинні номінації можуть бути:
  - Автономні: Коли нове значення з'являється незалежно від контексту.
  - Неавтономні (синтагматично зумовлені): Коли нове значення з'являється через певний контекст чи взаємодію з іншими мовними одиницями.

- Метафорична номінація: Використовуючи аналогії або схожості між різними об'єктами, мовна одиниця може отримати нове, переносне значення.
- Метонімічна номінація: Заснована на просторовій, часовій або причиново-наслідковій близькості між об'єктами.

Основні завдання цієї галузі включають:
- Систематизацію та типологізацію номінативних одиниць.
- Вивчення типів помінації.
- Аналіз взаємодії семантичного та номінативного аспектів мови.
- Інтерпретацію ономасіологічних структур з погляду значення мовних одиниць.
- Особливий акцент ставиться на диференціацію первинної та вторинної номінації, а також на вивчення механізмів вторинної номінації.

Функціональна ономасіологія
Функціональний напрямок ономасіології фокусується на аналізі використання номінативних одиниць у мовленні та тексті. Цей напрямок розглядає:
- Аналіз номінативних одиниць у контексті їхнього використання в мовленні та тексті.
- Дослідження ролі номінативних одиниць в організації тексту.
- Вивчення вторинного позначення на основі положень різних лінгвістичних шкіл.
- Функціональна ономасіологія також звертає увагу на класифікацію номінативних одиниць в залежності від їх ролі в дискурсі.

Обидва напрями ономасіології представляють собою важливі аспекти вивчення номінативних процесів у мові.

## Інструменти для ономасіологів
Найважливіші інструменти для історичних ономасіологів:
- Лінгвістичний атлас
- Етимологічний словник
- Діалектний словник
- Тезауруси
- Діахронні текстові корпуси

## Лексичні зміни

### Поясненення
Коли доповідач має назвати щось, він спочатку намагається це класифікувати. Якщо доповідач може класифікувати об'єкт як член знайомого поняття, вони проводять деякий вид когнітивно-лінгвістичного аналізу вартості та вигоди: що мені слід сказати, щоб отримати те, чого я хочу. На підставі цього аналізу доповідач може або використовувати вже існуюче слово, або вирішити створити нову назву. Ці процеси іноді більш свідомі, іноді менш свідомі.
Створення нових назв може бути спричинено різними чинниками, такими як:
- труднощі в класифікації того, що потрібно назвати, або призначенні правильного слова для того, що потрібно назвати, отже, плутанина назв;
- розмите розмежування між надзвичайним і підпорядкованим терміном через монополію прототипного члена категорії в реальному світі;
- щоденні контактні ситуації;
- інституційний та неінституційний лінгвістичний прескриптивізм;
- лестощі;
- образа;
- приховування речей (тобто евфемістична мова, двозначність);
- табу;
- уникнення слів, які фонетично схожі або ідентичні зі словами з негативним забарвленням;
- скасування форм, які можуть бути двозначними в багатьох контекстах
- жарти/каламбури;
- надлишкова довжина слів;
- морфологічне непорозуміння (створення прозорості змінами у слові = народна етимологія);
- видалення нерегулярності;
- бажання мати пластичні/наочні/говорячі назви для речі;
- природна виділеність поняття;
- культурно-індукована виділеність поняття;
- зміни у світі;
- зміни в категоризації світу;
- престиж/мода (на основі престижу іншої мови або варіанту, певних патернів словотворення або певних семасіологічних центрів розширення);